# Jesper Arbinge
Jesper Arbinge, född 27 mars 1997, är en svensk friidrottare som tävlar i kulstötning.

## Karriär
Arbinge har ett SM-guld (2022), två SM-silver (2023 och 2024) och tre SM-brons i kulstötning (2019, 2020 och 2021). Den 25 maj 2024 stötte han 20,44 meter i Bålsta, vilket placerade honom på en sjätte plats i Sverige genom tiderna.